# Trevor Pinch
Trevor J. Pinch (Lisnaskea, Irlanda del Norte, 1 de enero de 1952 - 16 de diciembre de 2021) fue un sociólogo británico, expresidente del Departamento de Estudios Científicos y Tecnológicos de la Universidad Cornell.

## Biografía
Nacido en Lisnaskea, Irlanda del Norte, perteneciente a la Escuela Constructivista, reconocido por sus aportes a los Estudios de Ciencia, tecnología y sociedad (Science and Technology Studies, también llamados STS) y su contribución en el análisis sociológico de la tecnología.
Es Licenciado en Física por el Imperial College de Londres, Maestría en Estudios Liberales de Ciencia por la Universidad de Mánchester y un Doctorado en Sociología por la Universidad de Bath.
Ha enseñado Sociología en la Universidad de York antes de trasladarse a los Estados Unidos. Junto a Wiebe Bijker empezó un movimiento conocido como "construcción social de la tecnología" (SCOT).

## Trabajos
Tanto el enfoque mertoniano, como el Programa Fuerte de la Escuela de Edimburgo y el Programa Empírico de Relativismo (EPOR) de la Escuela de Bath, son los antecedentes principales del marco conceptual del modelo SCOT desarrollado conjuntamente por Trevor Pinch y Wiebe Bijker. Este enfoque tenía como finalidad estudiar la influencia de lo social sobre el desarrollo tecnológico pero diferenciándose de la perspectiva del determinismo tecnológico para poder descartar el carácter autónomo de la tecnología y la capacidad de esta para moldear la sociedad.
El enfoque constructivista de lo social aplicado a la ciencia y a la tecnología surge como una necesidad de entender las construcciones sociales. Al aplicar el Modelo SCOT, Ciencia y Tecnología han de ser analizadas en un mismo nivel y tanto los hechos científicos como los artefactos tecnológicos son estudiados como construcciones sociales, antes planteado por el determinismo tecnológico.
Es un reconocido estudioso de la Cultura del Sonido y sus libros incluyen un amplio estudio de la obra de Robert Moog.
Su libro, Confronting Nature es ampliamente considerado como la definitiva explicación sociológica del problema del neutrino solar y fue mencionado por Raymond Davis en la autobiografía de 2002 sobre su Premio Nobel.

## Obras
Pinch, Trevor; Bijker, Wiebe E.; Hughes, Thomas P. (1987). The social construction of technological systems: new directions in the sociology and history of technology. Cambridge, Massachusetts: MIT Press. ISBN 9780262022620.
Pinch, Trevor; Mulkay, Michael; Ashmore, Malcolm (1989). Health and efficiency: a sociology of health economics. Milton Keynes England Philadelphia: Open University Press. ISBN 9780335099122.
Pinch, Trevor; Gooding, David; Schaffer, Simon (1989). The uses of experiment: studies in the natural sciences. Cambridge England New York: Cambridge University Press. ISBN 9780521337687.
Pinch, Trevor; Collins, Harry M. (1998) [1993]. The golem: what you should know about science (2nd edición). Cambridge England New York City: Cambridge University Press. ISBN 9781107604650.
Pinch, Trevor; Collins, Harry M. (2014) [1998]. The golem at large: what you should know about technology (6th edición). Cambridge: Cambridge University Press. ISBN 9781107688285.
Pinch, Trevor; Trocco, Frank (2002). Analog days the invention and impact of the Moog synthesizer. Cambridge, Massachusetts: Harvard University Press. ISBN 9780674016170.
Pinch, Trevor; Oudshoorn, Nellie (2005). How users matter the co-construction of users and technology. Cambridge, Massachusetts: MIT Press. ISBN 9780262651097.
Pinch, Trevor; Collins, Harry M. (2005). Dr. Golem how to think about medicine. Chicago: University of Chicago Press. ISBN 9780226113692.